# جيه. ميلر (فنان)
جيه. ميلر (بالإنجليزية: J. Howard Miller)‏ (و. 1918 – 2004 م) هو فنان، ورسام أمريكي، ولد في الولايات المتحدة، توفي عن عمر يناهز 86 عاماً.